# Pigen fra havet
Pigen fra havet er en dansk film fra 1980.
- Manuskript Claus Weeke og Paul Gérauff.
- Instruktion Claus Weeke.

Blandt de medvirkende kan nævnes:
- Kurt Ravn
- Lea Brøgger
- Dick Kaysø
- Claus Strandberg
- Lene Poulsen
- Sisse Reingaard
- Søren Thomsen
- Hans Christian Ægidius
- Margrethe Koytu
- Poul Clemmensen